# Équipe du Chili-Pérou de football
Maillots

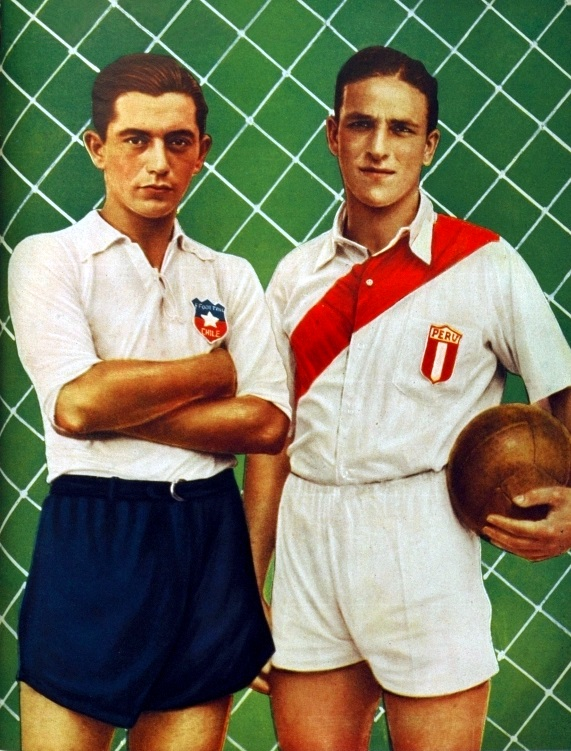
Raúl Toro (Chili) et Lolo Fernández (Pérou).

L’équipe du Pérou-Chili de football était une équipe composée de joueurs péruviens et chiliens. Cette équipe fit une tournée en Europe entre octobre 1933 et 1934 se rendant en Angleterre, en France, en Allemagne et en Espagne. Les joueurs péruviens étaient issus de l'Universitario de Deportes (13 joueurs), de l’Alianza Lima (2 joueurs) et de l’Atlético Chalaco (2 joueurs). Les joueurs chiliens appartenaient au Colo Colo (4 joueurs).
L’équipe est appelée en Amérique du Sud le « Combinado del Pacífico ». Les journalistes de Football, l'hebdomadaire utilisaient également le nom « All Pacific ». L’équipe disputa 39 matchs et en gagna 13. Son maillot était blanc et les drapeaux péruvien et chilien figuraient sur la poitrine des joueurs.

## Matchs en France

### Entente parisienne-Combinado del Pacífico
Le 12 novembre 1933 au Parc des Princes, Entente (Club français et Racing)–Combinado del Pacífico : match nul (2–2). La durée du match est de deux mi-temps de 30 minutes.
Entente : Alvarez ou Rudi Hiden dans les buts, Gergely et Costa ou Weber en défense, Belin, Maurice Banide, Daumin, Dumas ou Louis Finot, Sastre, Robert Mercier, Parrera, Aimé Durbec ou Stern.
Équipe du Chili-Pérou : Juan Valdivieso dans les buts, Antonio Maquilón et Arturo Fernández en défense, Alberto Denegri, Vicente Arce (es) et Eduardo Astengo en demi-centre. Pablo Pacheco en ailier droit, Teodoro Fernández en inter droit, Carlos Tovar ou Roberto Luco (es) en ailier gauche, Eduardo Schneeberger (en) en inter gauche, Alejandro Villanueva en avant-centre.  

### Sélection de Paris-Combinado del Pacífico
Sélection de Paris–Combinado del Pacífico : 2–2. Match joué au Stade Buffalo le 18 novembre 1933. À la mi-temps, l’équipe du Pérou-Chili menait deux buts à un. Les buts sud-américains ont été inscrits par Pacheco et Villanueva. Pour la sélection parisienne, le premier but a été marqué par Parrera et le second sur penalty. 
Équipe de Paris annoncée la veille du match : Hiden, Gergely, Weber, Finot, Banide, MacOshill, Parrera, Sastre, Mercier, Stern, Canet.

### SO Montpellier-Combinado del Pacífico
SO Montpellier–Combinado del Pacífico : 2–1. La rencontre a lieu dès le lendemain du match contre la sélection de Paris. Les Sud-Américains ont voyagé en train pour se rendre à Montpellier. Buts montpelliérains inscrits par Maudry et but sud-américain par son inter gauche. 